# Platycerus tabanai
Platycerus tabanai es una especie de coleóptero de la familia Lucanidae. Presenta las subespecies: Platycerus tabanai baotianmanus, Platycerus tabanai tabanai y 
Platycerus tabanai taibaishanensis.

## Distribución geográfica
Habita en Shaanxi (China).